# Ерёменко, Николай Андреевич
Николай Андреевич Ерёменко (22 июня 1918, Кирсановский уезд, Тамбовская губерния — 7 мая 2000, Москва) — советский учёный-геолог, доктор геолого-минералогических наук, заслуженный деятель нефтяной и газовой промышленности СССР, директор Института геологии и разработки горючих ископаемых (ИГиРГИ) АН СССР (1970—1981).

## Биография
Родился 22 июня 1918 года в деревне Карандеевка (Тамбовская область).
В 1940 году окончил геологический факультет Московского нефтяного института.
Кандидат (1951), доктор (1962) геолого-минералогических наук, профессор.
В 1961—1969 работал в Индии, был руководителем проекта ООН по созданию национального научного и учебного центра в Дарадуне. В этом городе его имя было присвоено научной библиотеке.
В 1969—1970 заместитель директора ВНИГНИ, возглавлял теоретические разработки по генезису нефти и газа.
В 1970—1980 директор Института геологии и разработки горючих ископаемых (ИГиРГИ) АН СССР. Затем главный научный сотрудник и консультант.
Преподавал в МИНГе, МГУ, ВЗПИ и Академии нефтяной промышленности.
С 1975 по 1982 г. член ВАК СССР и председатель Экспертного совета по нефти и газу. Академик Международной академии минеральных ресурсов.
Автор монографии «Геология нефти и газа», выдержавшей 5 изданий.
Скончался 7 мая 2000 года в Москве.

## Награды
- орден «Знак Почёта»
- медаль «За трудовую доблесть»
- нагрудный знак «Отличник разведки недр»
- Почётный нефтяник СССР
- Заслуженный работник нефтяной и газовой промышленности Российской Федерации.